# Matthias W. Baldwin
Matthias William Baldwin (10 de diciembre de 1795 – 7 de septiembre de 1866) fue un inventor y fabricante de maquinaria estadounidense, especializado en la producción de locomotoras de vapor. El pequeño taller de máquinas de Baldwin, establecido en 1825, se convirtió en Baldwin Locomotive Works, una de las empresas de fabricación de locomotoras más grandes y exitosas de los Estados Unidos. La más famosa de sus primeras locomotoras sería la Old Ironsides, construida el propio Baldwin en 1832.

## Primeros años
Matthias W. Baldwin nació en 1795 en Elizabeth (Nueva Jersey). Era el menor de cinco hijos de un próspero constructor de carruajes llamado William Baldwin. Tras la muerte de su padre en 1799, debido a la mala gestión de los albaceas de la herencia, la viuda y sus hijos quedaron en una precaria situación financiera.
Aunque recibió una educación escolar común muy satisfactoria, la inclinación y aptitud de Baldwin se relacionó con la mecánica desde muy joven. Desarmaba y armaba sus juguetes para conocer su funcionamiento interno, y utilizaba piezas de maquinaria de repuesto para crear mecanismos en un taller improvisado dentro de la casa de su madre. 

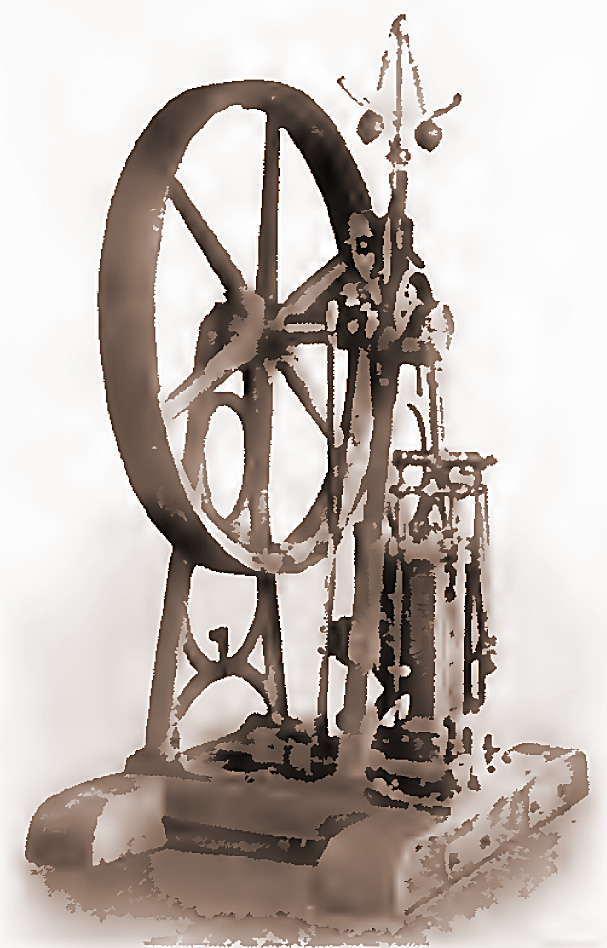
La primera máquina de vapor estacionaria de Baldwin, construida en 1828.

En 1811, a los 16 años de edad, se convirtió en aprendiz en un taller de joyería de los hermanos Woolworth de Frankford (Pensilvania). En aquella época, el aprendizaje era una relación de trabajo abusiva, marcada por largas horas de trabajo y una compensación miserable. En 1817, poco antes de que se completara el plazo fijado de su contrato, Baldwin se mudó con su madre a Filadelfia. Allí, sería empleado por la firma de Fletcher & Gardner, uno de los principales fabricantes de joyas de la ciudad. 
Baldwin demostró ser un valioso empleado en el transcurso de los dos años siguientes. En 1819 dejó Fletcher & Gardner y comenzó a trabajar como platero independiente. Rápidamente, demostró ser un artesano experto e innovador, y desarrolló una nueva y revolucionaria técnica para hacer baños de oro. En lugar de la meticulosa aplicación de pan de oro sobre el metal base, el método de fabricación de Baldwin consistía en soldar una pieza de oro al metal base y hacer rodar los dos metales juntos hasta alcanzar el grosor requerido. La técnica de Baldwin ganó una amplia aceptación como un estándar de la industria, aunque desafortunadamente para él, nunca se protegió mediante la solicitud de una patente.

## Fabricante de maquinaria
A mediados de la década de 1820, la demanda de joyas y platería de repente experimentó una fuerte caída, lo que obligó a Baldwin a buscar una nueva ocupación. En 1825 se asoció con un mecánico llamado David Mason para formar una empresa que fabricaba equipos industriales para impresores y encuadernadores: herramientas, matrices y máquinas que anteriormente habían sido exclusivamente importadas de Europa. La pareja se involucró en la fabricación de cilindros de impresión y perfeccionó un proceso mejorado para el grabado de planchas de acero. 
Las necesidades de la empresa en crecimiento exigían tanto espacios más grandes como una fuente de energía mejorada. En 1828 ideó y construyó su primera máquina de vapor, un dispositivo estacionario que producía 5 caballos, que permanecería funcionando en los talleres durante cuatro décadas. El motor de Baldwin no solo fue el más potente de su época, sino que también incorporó innovaciones mecánicas para optimizar el movimiento rotativo, lo que hizo que finalmente se aplicara al transporte, incluido el diseño de motores marinos. El motor original aún se conserva en la Institución Smithsoniana en Washington D. C. 
La demanda de máquinas de vapor resultó ser grande y Baldwin y Mason rápidamente complementaron su negocio de maquinaria de impresión con una división de fabricación de motores. Una década después, la empresa sería considerada como el principal fabricante de motores en el país.

## Constructor de locomotoras

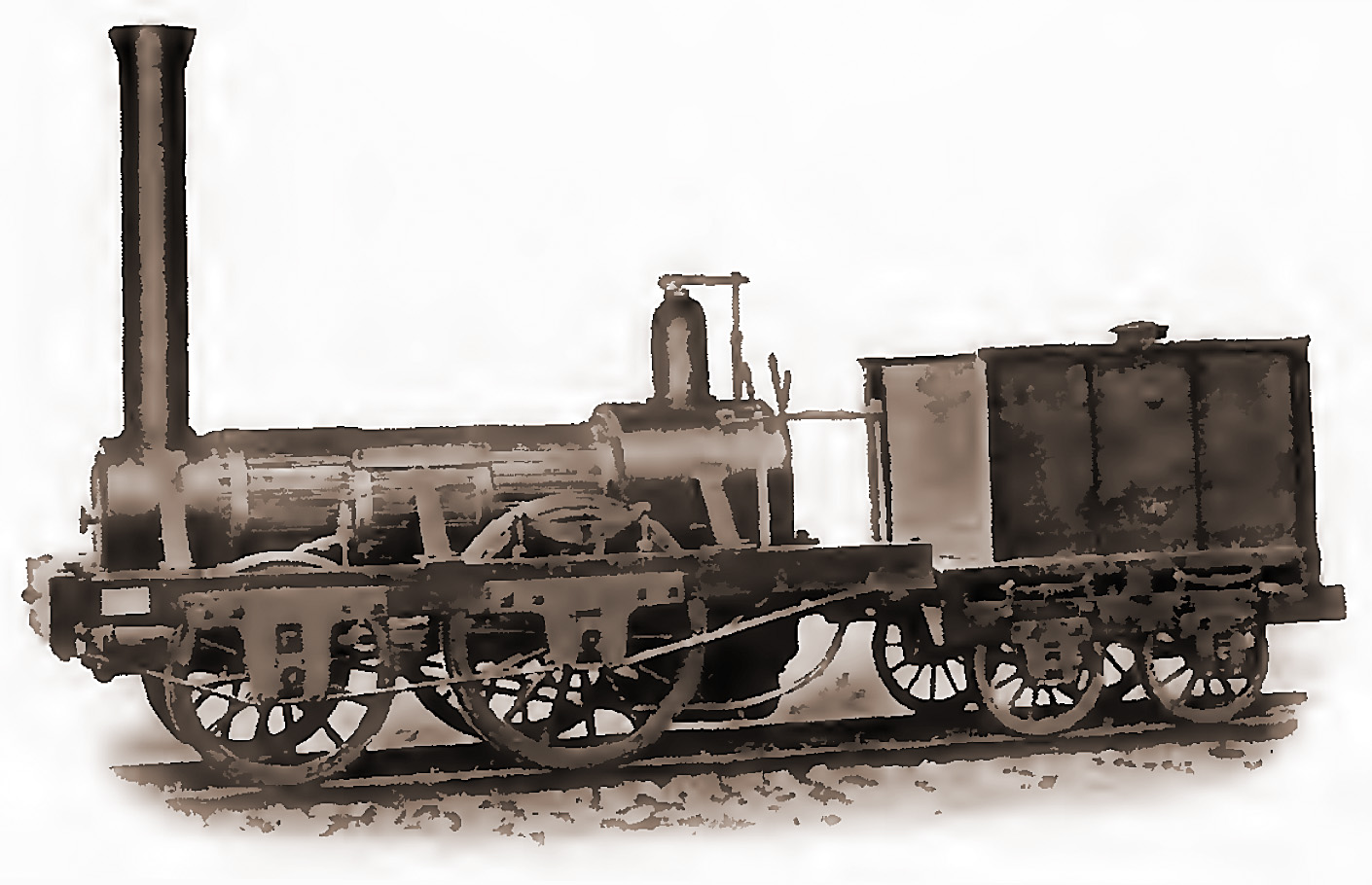
Máquina Baldwin Old Ironsides, fabricada en 1832.

Baldwin puso su conocimiento de las máquinas de vapor estacionarias para un nuevo uso en 1831, cuando construyó su primera locomotora de vapor experimental. Basado en los diseños presentados por primera vez en las Pruebas de Rainhill organizadas en Inglaterra, el prototipo de Baldwin era una pequeña máquina de demostración que se exhibió en el Museo Peale de la Ciudad de Filadelfia. Tenía potencia suficiente como para tirar de algunos coches que transportaban cuatro pasajeros cada uno. Esta locomotora era entonces inusual porque en lugar de madera quemaba el carbón disponible localmente. 
Al año siguiente, Baldwin construyó su primera locomotora de vapor encargada por el incipiente Ferrocarril de Filadelfia, Germantown y Norristown. Esta máquina, apodada Old Ironsides, viajaba a una velocidad de solo 1 milla por hora (1,6 km/h) en las pruebas iniciales realizadas el 23 de noviembre de 1832, pero se mejoró posteriormente, llegando a alcanzar una velocidad máxima de 28 millas por hora (45,1 km/h). Pesaba más de 5 toneladas, con ruedas traseras de 54 pulgadas (1371,6 mm) de diámetro, cilindros de 9,5 pulgadas (241,3 mm) con 18 pulgadas (457,2 mm) de carrera, y una caldera de 30 pulgadas (762 mm) de diámetro, que tardaba 20 minutos en producir vapor. Esta locomotora era del tipo 2-2-0 (notación Whyte), lo que significaba que tenía un eje delantero sin motor y un solo eje motriz. Aunque se contrató por 4000 dólares, debido a las deficiencias de rendimiento, se acordó y recibió un precio de compromiso de 3500 (110503de hoy en día), acordado entre el ferrocarril y los incipientes Talleres de Locomotoras Baldwin.
Baldwin recibió la Patente USPTO n.º 54 "Arte de administrar y suministrar fuego para generar vapor en motores de locomotoras" en 1836. Como explicaba el texto de la patente "La intención de este nuevo modo de manejar el fuego es permitirme, en cada estación de agua, o en cualquier lugar conveniente, tener un fuego de carbón encendido esperando la llegada de la máquina para que la parrilla o el fuego de reemplazo del que ha estado en uso, pueda separarse o deslizarse, y el que contiene el encendido, puede ocupar su lugar".

## Datos personales

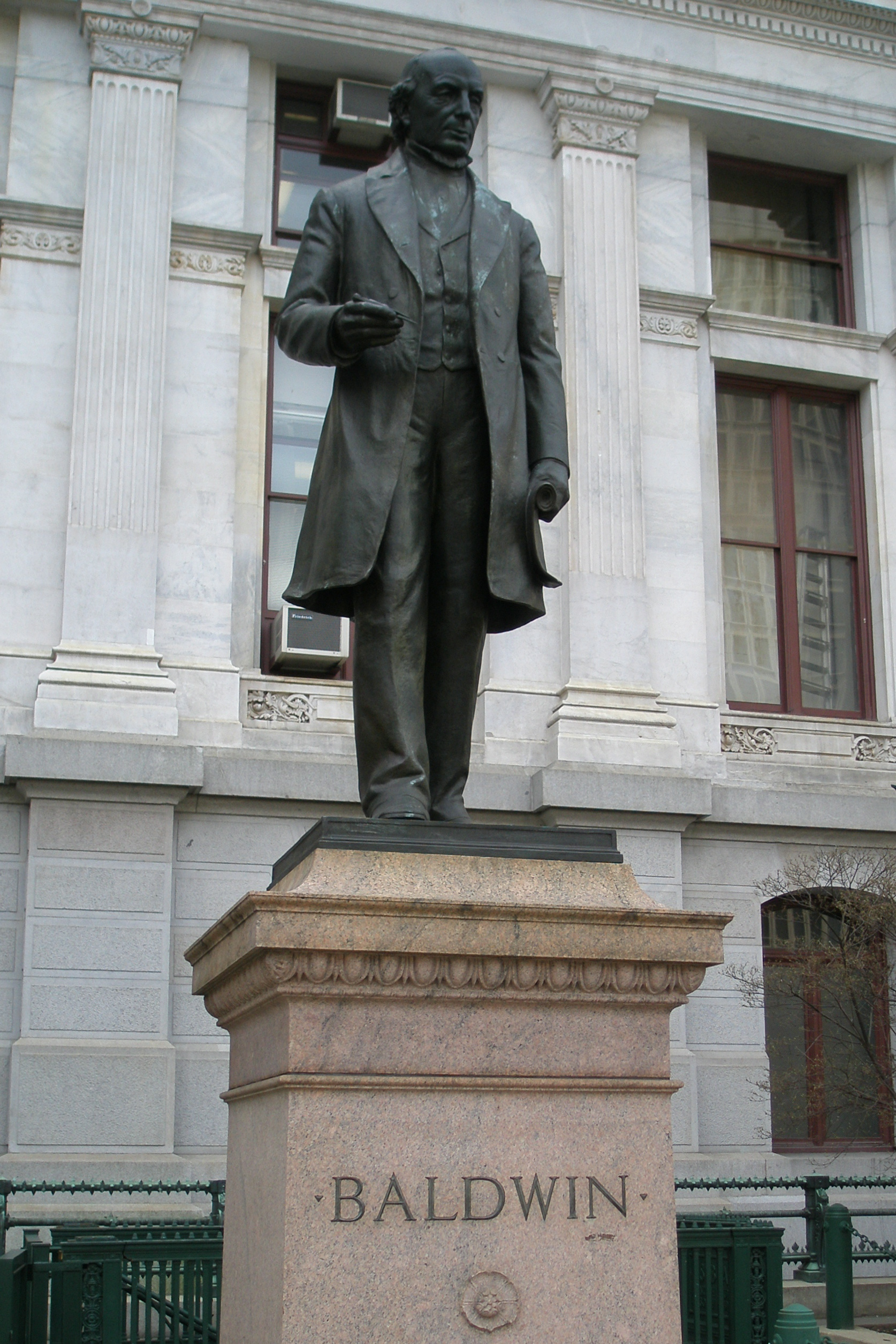
Una estatua de Baldwin frente al Ayuntamiento de Filadelfia

Baldwin fue un miembro devoto de la Iglesia Presbiteriana, realizando numerosas donaciones para fines benéficos religiosos y seculares a lo largo de su vida. En 1824 fue fundador del Instituto Franklin en Filadelfia. 
En 1835, donó el dinero necesario para establecer una escuela para niños afroamericanos en Filadelfia y continuó pagando los salarios de los maestros de su propio bolsillo durante años. Defensor abierto de la abolición de la esclavitud en los Estados Unidos, esta posición sería utilizada contra él y su empresa por competidores ansiosos por vender locomotoras a los ferrocarriles con sede en los estados esclavistas del Sur. 
Miembro de la Convención Constitucional del Estado de Pensilvania de 1837, se distinguió como defensor de los derechos de voto de los ciudadanos negros del estado.
Se casó con una prima lejana en 1827, Sarah C. Baldwin, con la que tuvo tres hijos. 
Uno de sus últimos esfuerzos filantrópicos fue la donación del 10% de los ingresos de su empresa a la Misión Cristiana de la Guerra Civil a principios de la década de 1860.

## Muerte y legado
Baldwin murió el 7 de septiembre de 1866, en su casa de campo en Wissinoming, hoy un vecindario de Filadelfia que entonces se encontraba a las afueras de la ciudad.
En el momento de la muerte de su fundador, la compañía Baldwin Locomotive Works había fabricado unas 1500 máquinas de ferrocarril. La empresa continuaría como líder en este campo, construyendo un total de aproximadamente 75.000 locomotoras de vapor antes de que terminara la producción en 1956. Está enterrado en el Cementerio Laurel Hill de Filadelfia.
Además es relevante mencionar que hizo un importante aporte a la educación especialmente de niños negros, al crear escuelas para ellos,,con esto y otras obras logró ser un aporte q positivamente ayudó a la causa de la abolicion de la esclavitud.